# Przybrzeżne wody Bałtyku
Przybrzeżne wody Bałtyku este o arie protejată (arie de protecție specială avifaunistică — SPA) din Polonia întinsă pe o suprafață de 194.626,73 ha, integral pe uscat.

## Localizare
Centrul sitului Przybrzeżne wody Bałtyku este situat la coordonatele 54°37′38″N 16°46′37″E / 54.6273°N 16.777°E.

## Înființare
Situl Przybrzeżne wody Bałtyku a fost declarat arie de protecție specială avifaunistică în noiembrie 2004 pentru a proteja 9 specii de animale.

## Biodiversitate
Situată în ecoregiunea continentală, aria protejată nu include niciun habitat protejat.
La baza desemnării sitului se află mai multe specii protejate de  păsări (9): alca (Alca torda), Cepphus grylle, Clangula hyemalis, cufundar polar (Gavia arctica), cufundar mic (Gavia stellata), Larus argentatus, pescăruș sur (Larus canus), rață catifelată (Melanitta fusca), rață neagră (Melanitta nigra).